# Chasseurs à pied (Frankreich)

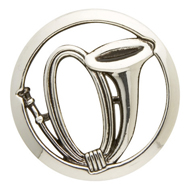
Das Barettabzeichen der Chasseurs à pied mit dem Cor de chasse

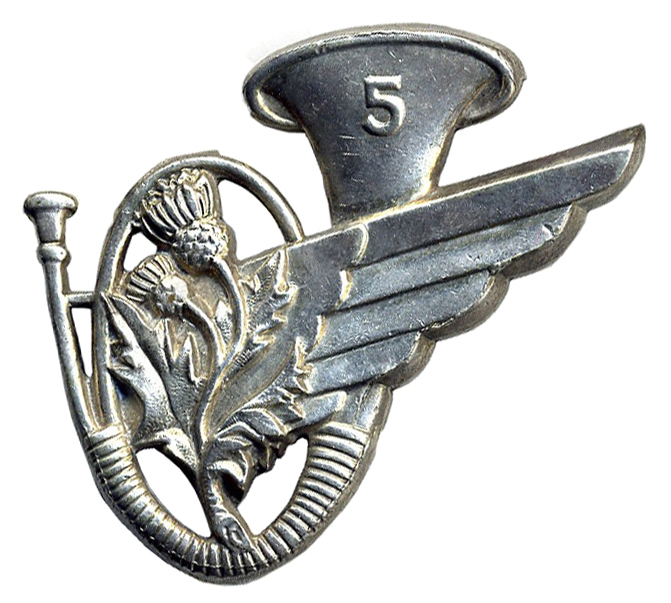
Verbandsabzeichen des 5. Bataillons (Chasseurs à pied aéroporté – Luftlandejäger)

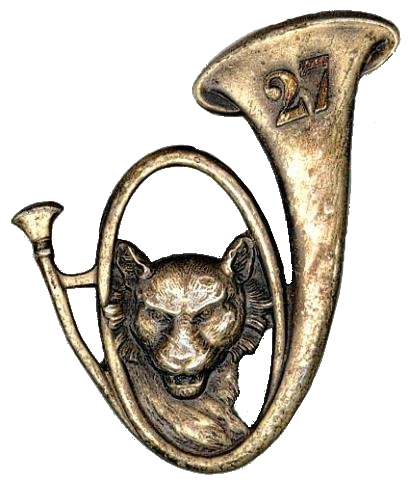
Verbandsabzeichen des 27. Gebirgs-Jägerbataillons

Das Korps der Chasseurs à pied (Jäger zu Fuß) ist in Frankreich ein Teil der Infanterietruppe.

## Geschichte
Im Jahre 1837 wurde von Ferdinand-Philippe, duc d’Orléans, die Truppe der Jäger zu Fuß gebildet, die bis heute nur mit einer einzigen Fahne ausgestattet ist, eine blaue Uniform trägt, sich als Elite versteht und einer gemeinsamen Tradition verpflichtet ist. Seit ihrer Aufstellung waren auf Grund ihrer unterschiedlichen Aufgaben verschiedene Bezeichnungen im Gebrauch:
Chasseurs d’Orléans
Chasseurs alpins (Gebirgsjäger)
Chasseurs cyclistes (Radfahrtruppe)
Chasseurs portés (gepanzerte Jägerbataillone)
Chasseurs à pied parachutistes (Luftlandejäger)
Chasseurs à pied aéroporté (Luftlandejäger)
Chasseurs mécanisés (gepanzerte Jägerbataillone mit Panzerjägerkompanien)

## Ursprünge

### Ancien Régime
Erstmals erschien der Begriff „Chasseur“ in einem französischen Dokument aus dem Jahre 1743 während des Österreichischen Erbfolgekrieges, als eine Einheit mit dem Namen „Chasseurs de Fischer“ erwähnt wurde, eine Freischärlertruppe der königlichen Armee, bestehend aus 400 Infanteristen und 200 Reitern. Nach dem Tod von Fischer wurde die Truppe zu den 800 Mann starken „Chasseurs dragons de Conflans“ umgewandelt. An leichter Infanterie gab es zu dieser Zeit noch 1744 die „Arquebusiers de Grassin“, 1745 die „Fusiliers de Molière“, 1746 die „Volontaires de Gantès“, die „Volontaires Bretons“ und die „Volontaires du Dauphiné“ sowie 1747 die
„Volontaires du Hainaut“ und die „Volontaires royaux“.
Im Jahre 1763 wurden alle diese Einheiten in Legionen zusammengefasst, jede mit acht Kompanien Dragonern, acht Kompanien Füsilieren und einer Grenadierkompanie:
Légion de Conflans
Légion de Condé
Légion du Hainaut (1768 in „Légion Loraine“ umbenannt)
Volontaires de Soubise (wurde 1768 zur „Légion de Soubise“)
Volontaires de Flandre
Im Jahre 1776 führte der Comte de Saint-Germain eine Heeresreform durch, in der die 108 Infanterieregimenter umgebildet wurden. Es wurden in jedem zwei Stoßkompanien („Compagnies d’élite“: je eine Grenadier- und eine Jägerkompanie) gebildet.
Am 8. Mai 1784 wurden sechs neue Jägerbataillone zu je vier Kompanien aufgestellt:
Bataillon de chasseurs des Alpes
Bataillon de chasseurs des Pyrénées
Bataillon de chasseurs des Cévennes
Bataillon de chasseurs des Vosges
Bataillon de chasseurs du Gévaudan
Bataillon de chasseurs des Ardennes
Die Bataillone wurden den bestehenden sechs Regimentern Jäger zu Pferde angegliedert. Am 17. März 1788 wurden die Infanterieregimenter „Royal-Italien“, „Royal-Corse“ und „de Montréal“ in Jägerbataillone umgewandelt:
Das 1. Bataillon von Royal-Italien wurde zum „Bataillon de chasseurs royaux Provence“.
Das 2. Bataillon von Royal-Italien wurde zum „Bataillon de chasseurs royaux Dauphiné“.
Das 1. Bataillon von Royal-Corse wurde zum „Bataillon de chasseurs royaux Corse“.
Das 2. Bataillon von Royal-Corse wurde zum „Bataillon de chasseurs Corse“.
Das Régiment de Montréal und Überzählige von Royal-Corse wurden zum Bataillon de chasseurs de Cantabres.
Überzählige aus den Infanterieregimentern Royal-Italien und Royal-Corse bildeten das Bataillon de chasseurs du Roussillon.
Die Jäger trugen 1784 einen dunkelgrünen Rock mit rehbrauner Weste und Hose, dazu einen Hut. Ab 1786 waren auch Weste und Hose dunkelgrün. Rabatten, Ärmelaufschläge und Rockfutter waren zur Unterscheidung in Abzeichenfarbe gehalten:
Bataillon de chasseurs des Alpes: hochrot
Bataillon de chasseurs des Pyrénées: bordeauxrot
Bataillon de chasseurs des Cévennes: zitronengelb
Bataillon de chasseurs des Vosges: goldgelb
Bataillon de chasseurs du Gévaudan: orange
Bataillon de chasseurs des Ardennes: weiß
Ab 1788 entfielen die farbigen Rabatten, dafür wurden die bisher unberücksichtigt gebliebenen Kragen in das System mit einbezogen. Der Hut sollte ab 1788 durch den Infanterie-Raupenhelm ersetzt werden.
Gleichzeitig wurden die den Jägern zu Pferde angegliederten Bataillone wieder selbstständig.

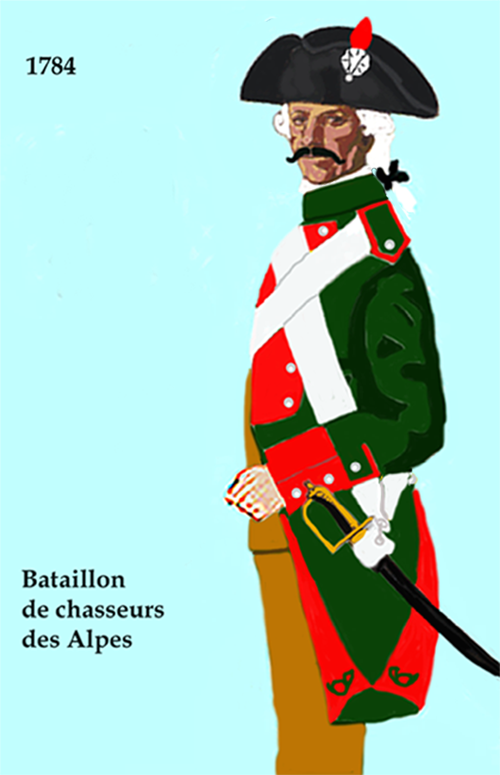
Chasseur des Alpes 1784
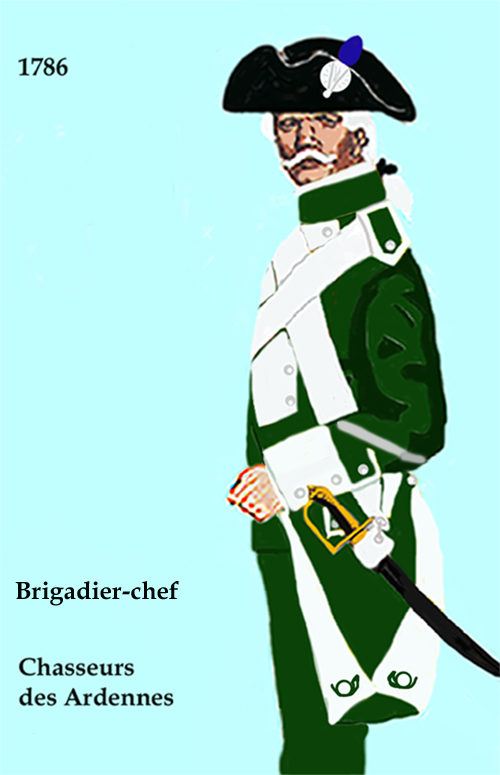
Chasseurs des Ardennes 1786
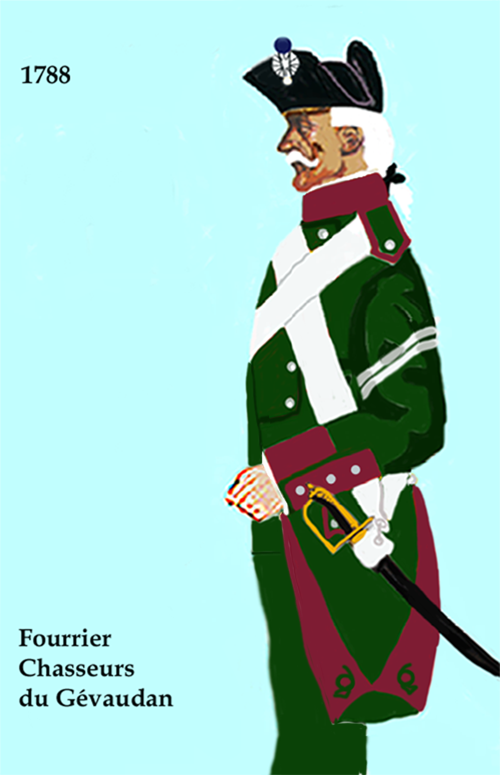
Chasseurs du Gévaudan 1788
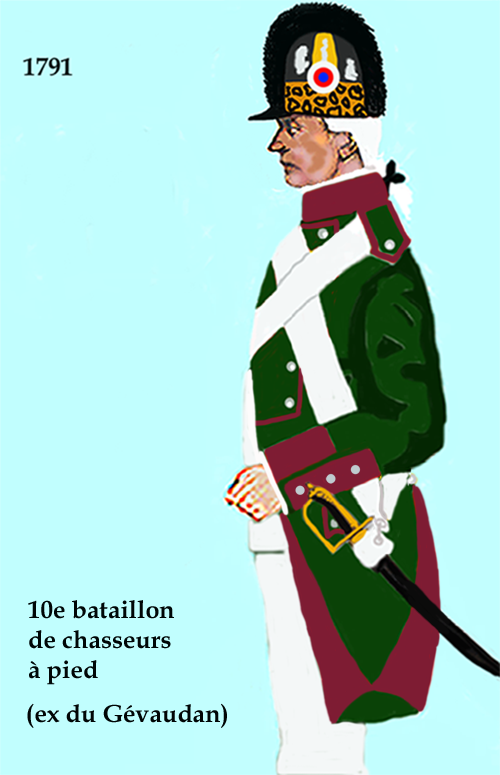
Jäger des 10. Bataillons 1791

### Revolution und Erstes Kaiserreich
Jede Jägerkompanie der Infanterieregimenter wurde 1789 in zwei Grenadierkompanien umgewandelt. Mit dem 1. April 1791 verloren die Jägerbataillone ihre Namen und wurden nur noch mit fortlaufender Nummer bezeichnet:
1er bataillon de chasseurs à pied – zuvor Bataillon de chasseurs royaux Provence
2e bataillon de chasseurs à pied – zuvor Bataillon de chasseurs royaux Dauphiné
3e bataillon de chasseurs à pied – zuvor Bataillon de chasseurs royaux Corse
4e bataillon de chasseurs à pied – zuvor Bataillon de chasseurs Corse
5e bataillon de chasseurs à pied – zuvor Bataillon de chasseurs de Cantabres
6e bataillon de chasseurs à pied – zuvor Bataillon de chasseurs de Bretagne (ehemals „des Alpes“)
7e bataillon de chasseurs à pied – zuvor Bataillon de chasseurs d’Auvergne (ehemals „des Pyrénées“)
8e bataillon de chasseurs à pied – zuvor Bataillon de chasseurs des Vosges
9e bataillon de chasseurs à pied – zuvor Bataillon de chasseurs des Cévennes
10e bataillon de chasseurs à pied – zuvor Bataillon de chasseurs du Gévaudan
11e bataillon de chasseurs à pied – zuvor Bataillon de chasseurs des Ardennes
12e bataillon de chasseurs à pied – zuvor Bataillon de chasseurs du Roussillon
Dazu kamen ein 13. und 14. Bataillon.
Die Rabatten erhielten farbige Vorstösse, Hosen und Westen wurden weiß.
Im Zuge der Levée en masse wurden ab 1793 mehrere Freiwilligenbataillone aufgestellt („Chasseurs de Vandamme“ oder „Chasseurs basques“). Diese wurden mit den bestehenden Bataillonen anlässlich der Reorganisation der Premier amalgame zu den „Demi-brigades d’infanterie légère“ zusammengelegt. Die grünen Uniformen verschwanden und wurden durch die blauen der leichten Infanterie ersetzt. 1796, im Jahre der zweiten Zusammenlegung (Deuxième amalgame), existierten 31 Leichte Halbbrigaden (demi-brigades légères).
Diese Demi-brigades und die darauffolgenden leichten Infanterieregimenter verfügten über 14, später 12 Kompanien Jäger, die von den Voltigeurs und den Karabinerschützen unterstützt wurden.
Unter Napoléon wurde der Bestand auf 27 Bataillone erhöht, auch wurde der unpraktische Karabiner durch das Standardgewehr der Infanterie ersetzt. In der Kaiserlichen Garde wurden außerdem Eliteregimenter nur aus Jägern zu Fuß aufgestellt, das 1er régiment de chasseurs à pied de la Garde impériale und das 2e régiment de chasseurs à pied de la Garde impériale. Dazu kamen das 1er régiment de fusiliers-chasseurs de la Garde impériale und das Régiment de flanqueurs-chasseurs de la Garde impériale, letztere gebildet aus Förstern, deren Söhnen oder in der Ausbildung befindlichen Förstern.
Als bei der Neuaufstellung der Armee nach dem Ende des Kaiserreichs im Jahre 1815 die Bezeichnung „Regiment“ zunächst abgeschafft und durch „Départements-Legion“ (légion départementale) ersetzt wurde, erhielt jede dieser Legionen ein Jägerbataillon zu acht Kompanien zugewiesen. Im Jahre 1820 wurde der Regimentsverband wieder eingeführt und auch die leichten Infanterieregimenter wieder geschaffen. Allerdings kämpften sie weiterhin in der Linie, der einzige Unterschied bestand in der grünen Uniform.

### In der Julimonarchie

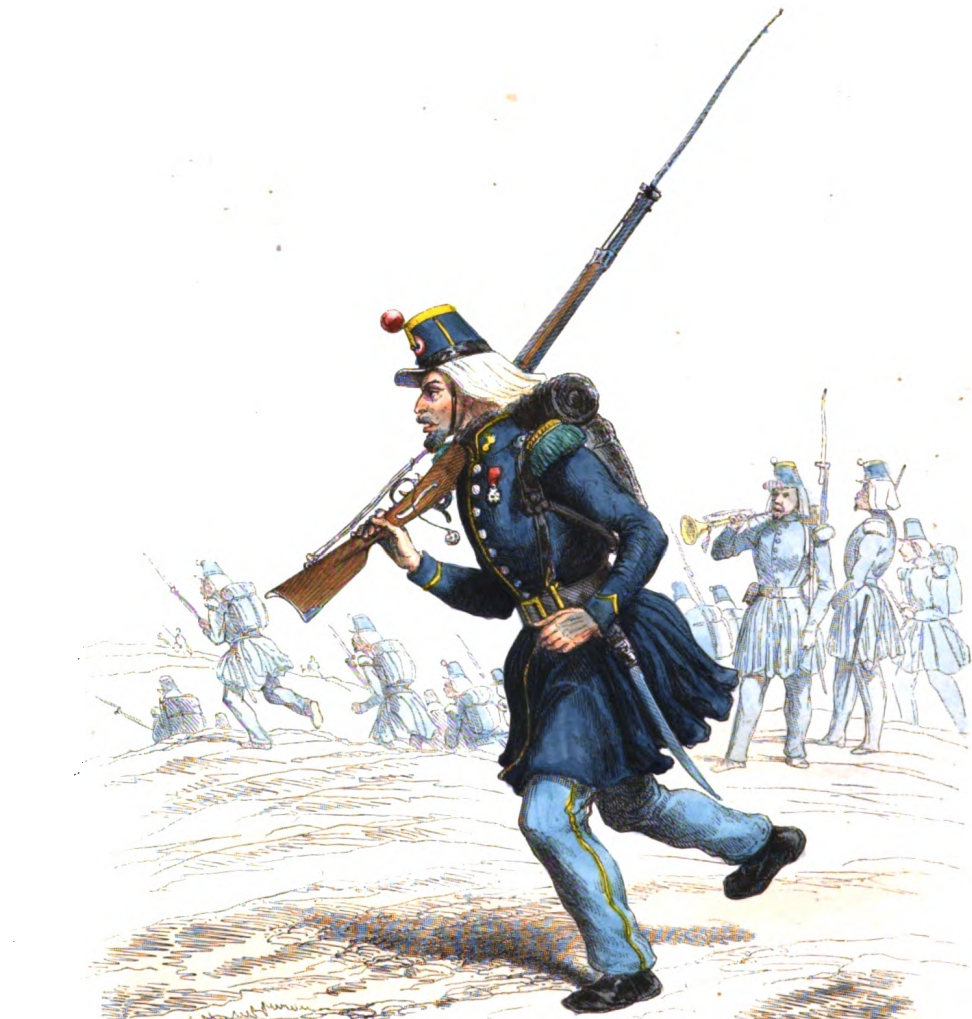
Ein Carabinier der Chasseurs à pied, ab 19. Juli 1842 Chasseurs d’Orléans genannt
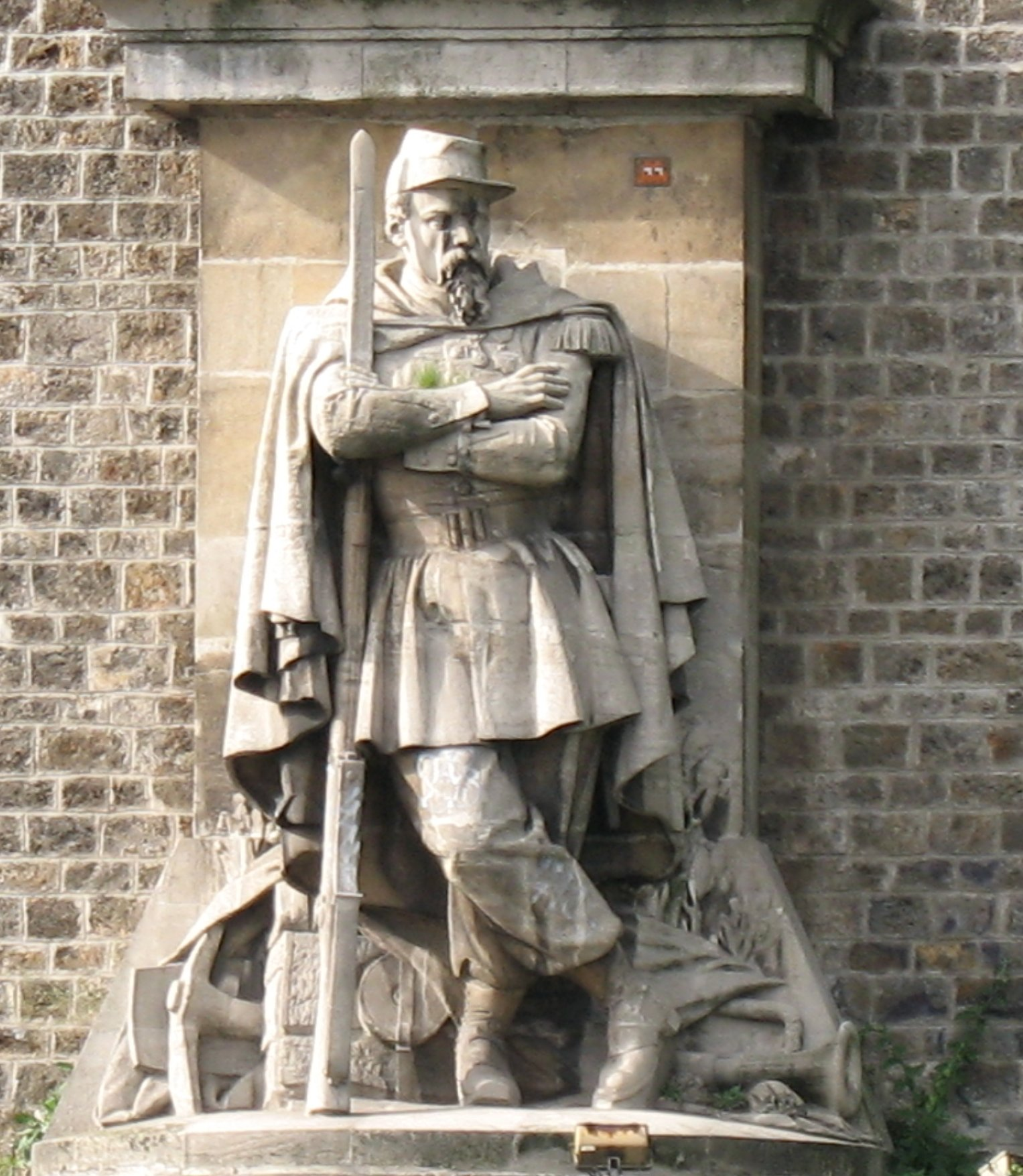
„Chasseur à pied“, Skulptur von Auguste Arnaud (1825–1883). Ursprünglich an der Pont de l’Alma, befindet sie sich jetzt an einer Außenmauer der Redoute de Gravelle am Bois de Vincennes im Osten von Paris.

Die fortschreitende Entwicklung bei der Bewaffnung benötigte einen neuen Typ von leichter Infanterie. Im Jahre 1833 stellte Henri Gustave Delvigne einen neuen Karabiner vor, der genauso leicht zu handhaben war wie ein Gewehr.
Mit Hilfe von Charles d’Houdetot errichtete Ferdinand-Philippe d’Orléans 1837 eine spezielle Einheit zur Erprobung einer neuen Waffengattung. Sie wurde „Compagnie de chasseurs d’essai“ (Jäger-Versuchskompanie) genannt und in Vincennes stationiert. Ausgerüstet wurde sie mit dem Karabiner „Delvigne-Pontcharra modèle 1837“ und einem Säbelbajonett. Diese Soldaten durchliefen eine sehr gründliche Ausbildung im Schießen, sowohl liegend als auch stehend. Die Uniform war bequemer und leichter als die der Linieninfanterie, der weiße Gürtel wurde durch einen weniger auffälligen schwarzen ersetzt, die weit geschnittene Tunika wie die Hose waren von blauer Farbe.
Befriedigend verlief eine erste Besichtigung der Truppe am 4. April 1838. König Louis-Philippe I. entschied die Aufstellung eines provisorischen Bataillons zu sechs Kompanien. Errichtet am 14. November 1838, wurde das Bataillon mit Anordnung vom 28. August 1839 als reguläre Einheit geführt. Die Tunika war nunmehr königsblau mit gelber Paspelierung. Unter dem Kommando seines Schöpfers wurde das Bataillon bei der Eroberung von Algerien eingesetzt.
Nach dem zufriedenstellenden Einsatz in Algerien wurden am 28. September 1840 zehn selbstständige Bataillone „Chasseurs à pied“ aufgestellt. Die Aufstellung erfolgte im Camp d’Helfaut bei Saint-Omer und war am 4. Mai 1841 abgeschlossen.
Das 3e, 5e, 6e, 8e, 9e und 10e bataillon gingen sofort nach Algerien, von den zurückgebliebenen bezogen das 1er bataillon in Metz, das 2e bataillon in Vincennes, das 4e bataillon in Besançon, das 7e bataillon in Straßburg und das 9e bataillon in Toulouse ihre Garnisonen.
Die Bataillone in Algerien kämpften gegen die Truppen von Abd el-Kader und erwarben sich Verdienste in der Schlacht bei Isly und in der Schlacht bei Sidi Brahim, in der das 8e bataillon nahezu gänzlich aufgerieben wurde. Es erhielt daraufhin den Ehrennamen „Bataillon de Sidi-Brahim“.

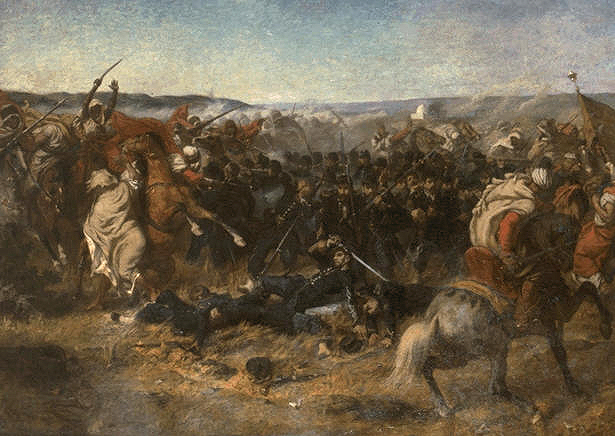
Schlacht bei Sidi Brahim

Nach dem Tod ihres Schöpfers am 13. Juli 1842 wurde die Truppe am 19. Juli in „Chasseurs d’Orléans“ umbenannt. Diesen Namen führte sie bis zum Beginn der Zweiten Republik 1848, als sie den Namen „Chasseurs à pied“ erhielt.

### Zweites Kaiserreich
Als sich der Konflikt des Krimkrieges abzuzeichnen begann, wurde im Jahre 1853 von Kaiser Napoléon III entschieden, zehn zusätzliche Bataillone und ein Garde-Jägerbataillon aufzustellen. Insgesamt waren 12 Jägerbataillone im Krimkrieg eingesetzt.
Zusätzlich wurden am 28. September 1855 zwei Jägerbataillone neu aufgestellt, das 21e in Metz und das 22e in Grenoble. Beide wurden 1856 wieder aufgelöst.
Aus Anlass der drohenden Kriegsgefahr mit Österreich wurde per Dekret vom 14. März 1859 angeordnet, bei jedem Jägerbataillon ein weiteres Bataillon zu sechs Kompanien und ein Depotbataillon zu vier Kompanien aufzustellen.
Das „21e bataillon de chasseurs à pied“ wurde am 21. November 1870 in Saint-Denis neu aufgestellt. Im Deutsch-Französischen Krieg waren die 21 Jägerbataillone und zusätzlich 34 Marschbataillone eingesetzt. Diese waren aus den Depotbataillonen gebildet worden. Nach dem Krieg wurde die Zahl der Bataillone auf 30 festgelegt, das ehemalige Garde-Jägerbataillon erhielt die Nummer 24.

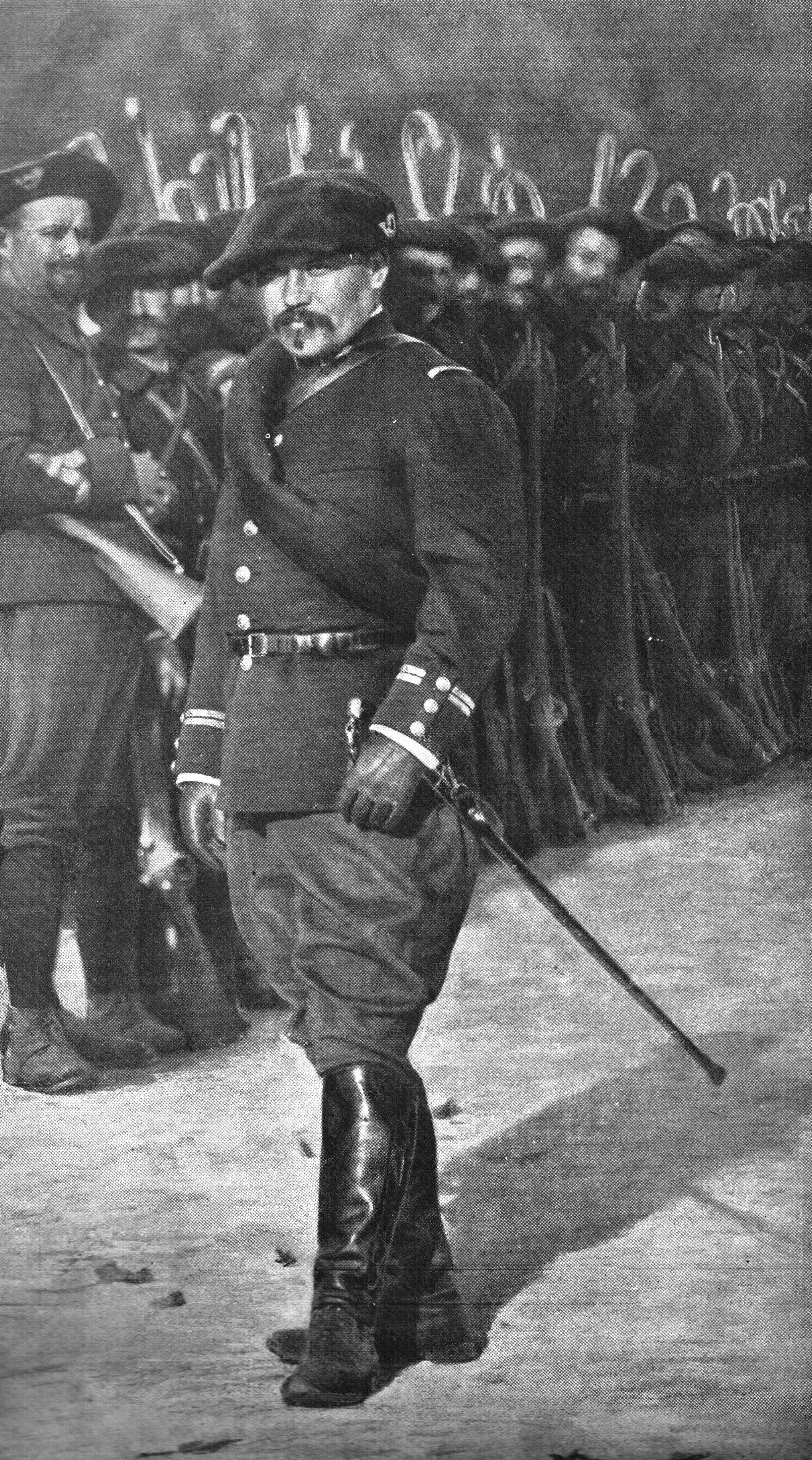
Der spätere französische Staatspräsident Raymond Poincaré als Oberleutnant des 11. Bataillons Chasseurs Alpins (1897)

### III. Republik
Die Jägerbataillone waren an mehreren Unternehmungen der französischen Kolonialisierungspolitik eingesetzt, so in Tunesien 1881, in Tonkin und Annam – wo sich das „11e bataillon de chasseurs à pied“ auszeichnen konnte – sowie 1895 in Madagaskar, wo aus Freiwilligen ein „40e bataillon de chasseurs à pied“ gebildet wurde.

#### Spezialisierung
Obwohl sich die Truppe im Laufe der Zeit den verschiedensten Spezialaufgaben zuwandte, wurde nie am Namen oder an der Tradition gerüttelt. Auch wurden bei einem Wechsel der Truppenspezialisierung die Stammnummern immer beibehalten.
Nach dem Ersten Weltkrieg wurden beispielsweise das „9e“, „15e“, „18e“, „20e“ und „25e bataillon de chasseurs à pied“ in Gebirgsjägerbataillone umgewandelt, während das „30e bataillon alpin“ zu einem normalen Jägerbataillon wurde.
Das „24e bataillon de chasseurs à pied“ wurde schon 1889 zu einem Gebirgsjägerbataillon, während des Zweiten Weltkriegs 1940 aufgelöst und 1944 neu errichtet, 1956 zu einem gepanzerten Jägerbataillon, 1968 zu einem mechanisierten Bataillon und schließlich wieder zu einem Jägerbataillon, bevor es 1991 aufgelöst wurde. Von 1960 bis 1991 war es in Tübingen in der ehemaligen Hindenburgkaserne stationiert.
Ob gepanzert (porté), als Radfahrtruppe (cycliste), Luftlande- (5e aéroporté) oder Fallschirmeinheit (10e parachutiste) – es blieben immer Jäger zu Fuß.

#### Alpenjäger

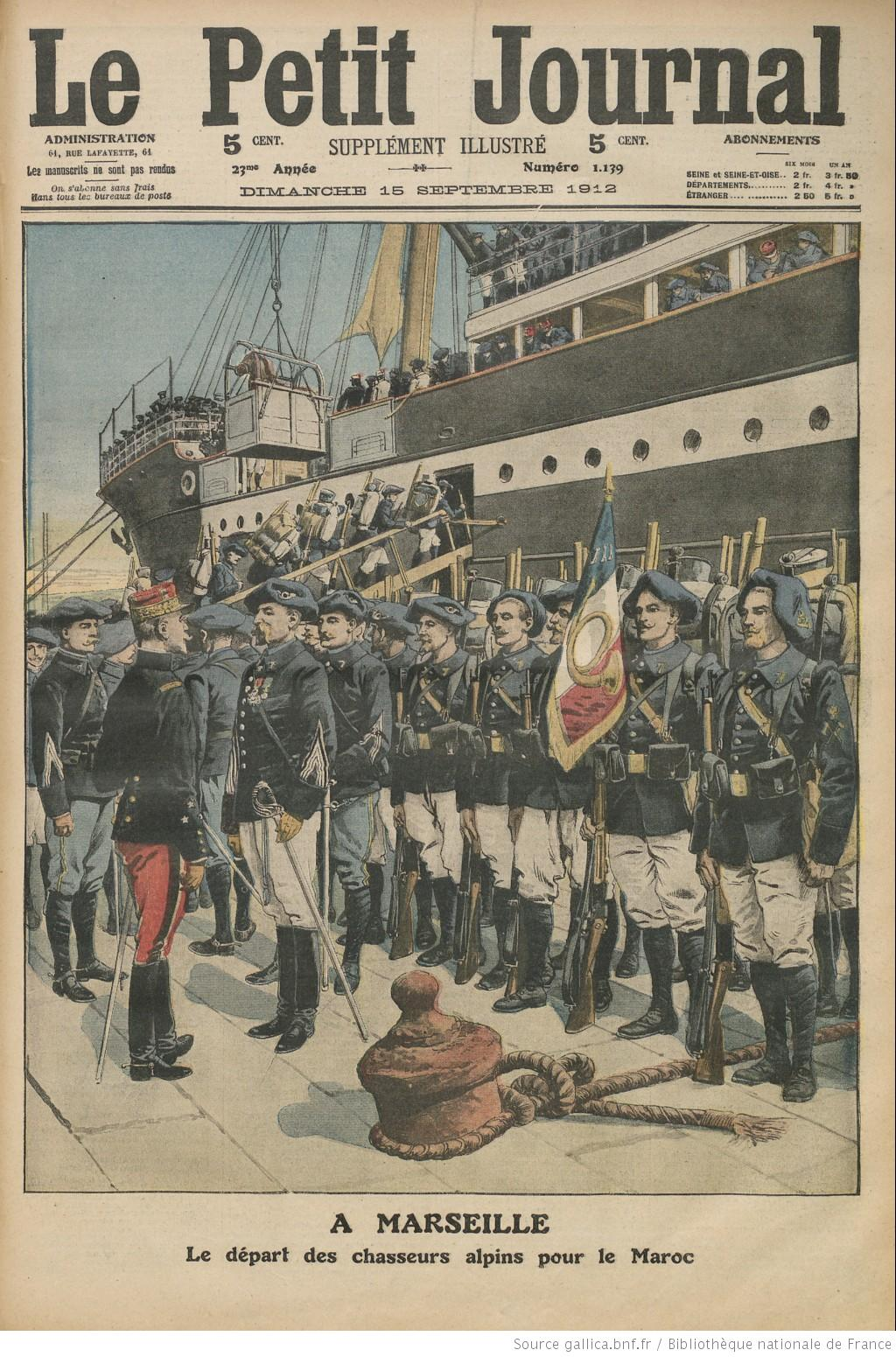
Verladung des 7. Gebirgsjägerbataillons nach Marokko 1912

Auf Initiative von Lieutenant-colonel Zédé und Commandant Arvers, die im Jahre 1888 die Möglichkeiten eines Krieges im Gebirge in Erwägung gezogen hatten, wurden 12 Jägerbataillone in Gebirgsjägerbataillone (bataillons alpins de chasseurs à pied) umgewandelt. Diese erhielten auch Détachements zum Krieg im Hochgebirge.
Die 12 Einheiten wurden in zwei Gebirgskorps (corps de montagne) zusammengefasst
- dem „14e corps d’armée“ in Lyon, bestehend aus dem „11e bataillon de chasseurs alpins“ in Annecy, dem „13e bataillon de chasseurs alpins“ in Chambéry, dem „14e bataillon de chasseurs alpins“ in Embrun, dem „22e bataillon de chasseurs alpins“ in Albertville, dem „12e bataillon de chasseurs alpins“, dem „28e bataillon de chasseurs alpins“ und dem „30e bataillon de chasseurs alpins“ in Grenoble
- dem „15e corps d’armée“ in Nizza; es verfügte über das „6e bataillon de chasseurs alpins“ und das „7e bataillon de chasseurs alpins“ in Nizza, das „23e bataillon de chasseurs alpins“ in Grasse, das „24e bataillon de chasseurs alpins“ in Villefranche und das „27e bataillon de chasseurs alpins“ in Menton

Jedes der Bataillone bestand aus sechs Kompanien zu je 154 Mann und stand unter dem Kommando eines Chef de bataillon oder Lieutenant-colonel.
Die benötigte Spezialausrüstung, speziell zu Beginn, wurde im Laufe der Zeit aufgrund der gemachten Erfahrungen immer weiter verbessert. Als Kopfbedeckung wurde ein übergroßes Barett gewählt, „tarte“ oder „galette“ (beides steht für „Kuchen“) genannt, das Abzeichen befand sich über dem rechten Ohr. Dazu gehörten ein Bergstock mit einem Griff in der Form eines Rabenschnabels, Eispickel, Ski und Schneeschuhe.
Der Aufbau dieser Gebirgstruppe verschlechterte die Beziehungen zu Italien massiv, das als Reaktion darauf dem Dreibund mit Deutschland und Österreich-Ungarn beitrat.

#### Die Gruppen der Rad fahrenden Jäger

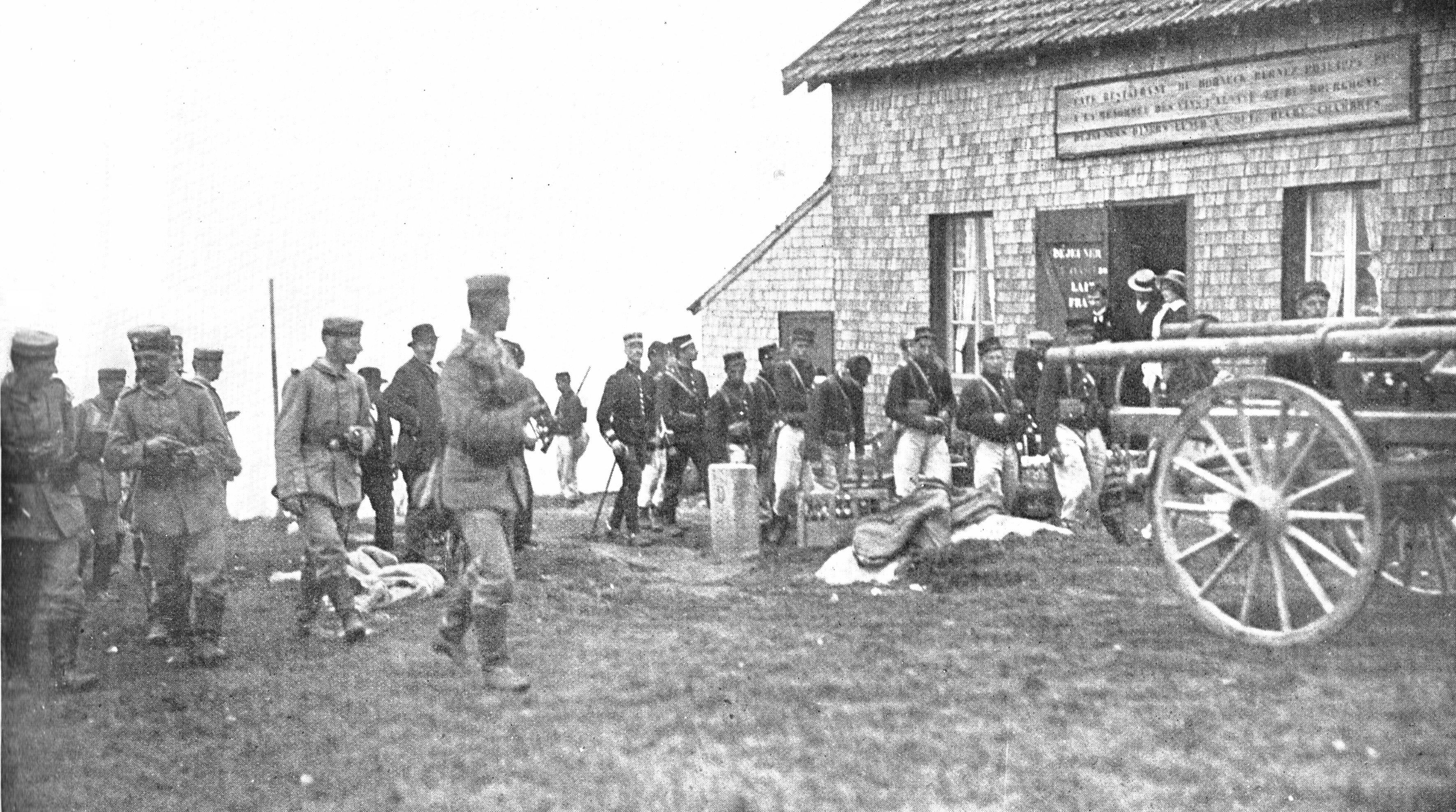
Begegnung des 15. Bataillons Chasseurs à pied mit Soldaten des deutschen 171. Infanterieregiments während eines Manövers …

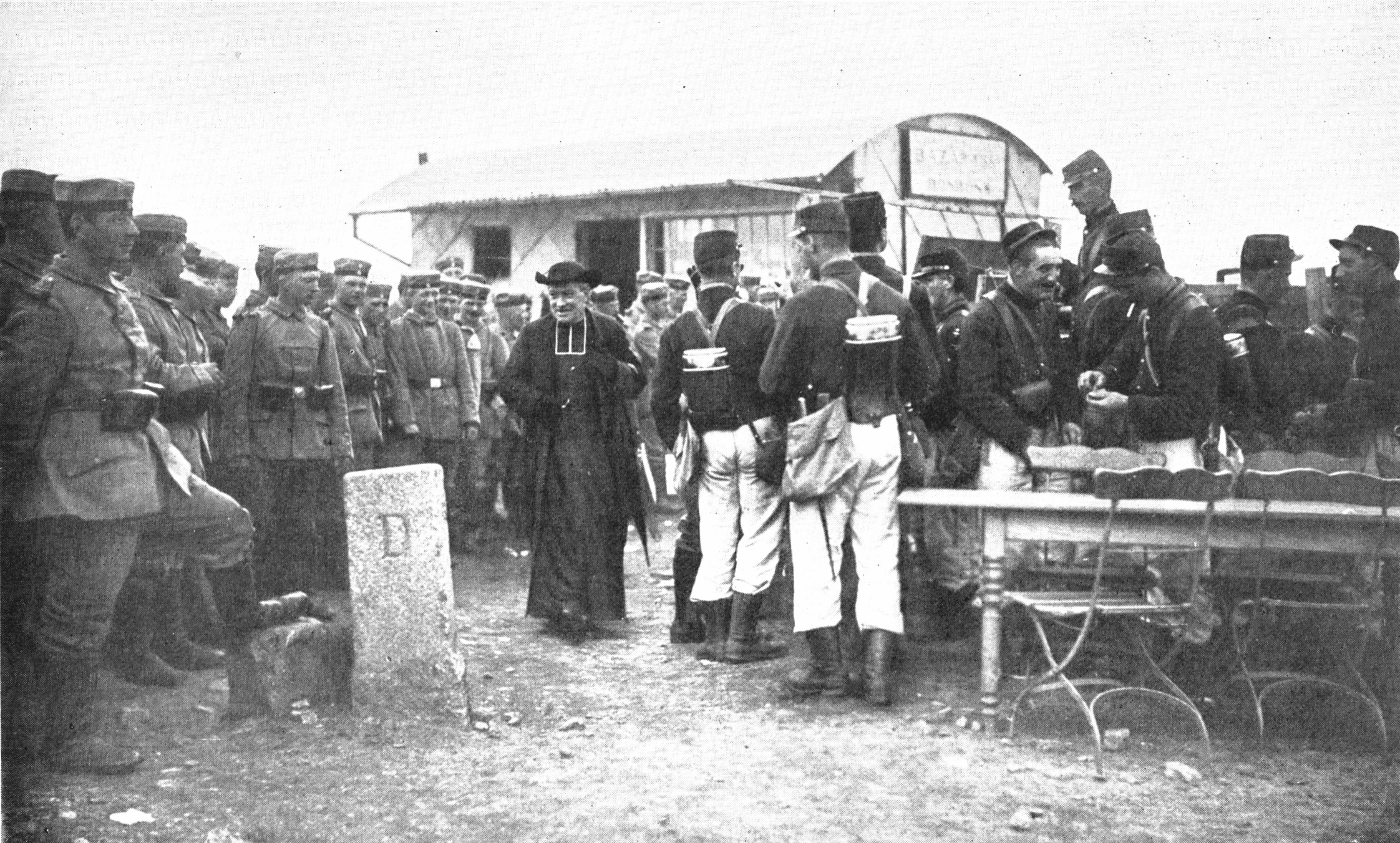
… im August 1913 auf dem Gipfel des Hohneck, unmittelbar an der damaligen deutsch-französischen Grenze

Erste Versuche mit Fahrrädern fanden 1899 mit provisorisch aufgestellten Einheiten statt. Diese Versuche verliefen zufriedenstellend und führten dazu, dass das 2e, 4e, 9e, 18e und 25e BCP im Jahre 1913 eine sechste Kompanie erhielten, die mit zusammenfaltbaren Fahrrädern vom System Gérard ausgerüstet waren. Es wurde dann zunächst von sechs Bataillonen eine Radfahrgruppe aufgestellt, die den Kavalleriedivisionen zugeteilt wurde. Sie behielten dabei nicht nur ihre blaue Uniform, sondern auch die Abzeichen ihrer Stammtruppe.
Insgesamt waren das das:
- 1er bataillon de chasseurs à pied
- 2e bataillon de chasseurs à pied
- 4e bataillon de chasseurs à pied
- 13e bataillon de chasseurs alpins
- 15e bataillon de chasseurs à pied
- 18e bataillon de chasseurs à pied
- 19e bataillon de chasseurs à pied
- 25e bataillon de chasseurs à pied
- 26e bataillon de chasseurs à pied
- 29e bataillon de chasseurs à pied

Im Laufe des Krieges wurden vier Gruppen aufgelöst, die des 2e BCP im Jahre 1923. Die letzten fünf bestanden noch bis zum 5. Mai 1929. Ihre Auszeichnungen wurden von den Dragonern verwahrt, die zu den leichten Kavalleriedivisionen gehörten.

## Der Erste Weltkrieg und dieDiables bleus(Blauen Teufel)
Im Jahre 1913 war das 31e BCP als letztes der aktiven Bataillone aufgestellt worden. Während des Ersten Weltkrieges bestanden 71 Bataillone – 31 aktive, 31 Reserve-, 7 Territorial-Alpenjäger- und 9 Marschbataillone. Jede Infanteriedivision sollte über mindestens ein Jägerbataillon verfügen (BCA oder BCP). Jedes aktive Bataillon stellte ein Reservebataillon auf (41 bis 71). Dazu wurden sieben Territorial-Alpenjägerbataillone und neun Marschbataillone aufgestellt (32e, 102e, 106e, 107e, 114e, 115e, 116e, 120e et 121e BCP). Dazu kamen die zehn Radfahrgruppen.

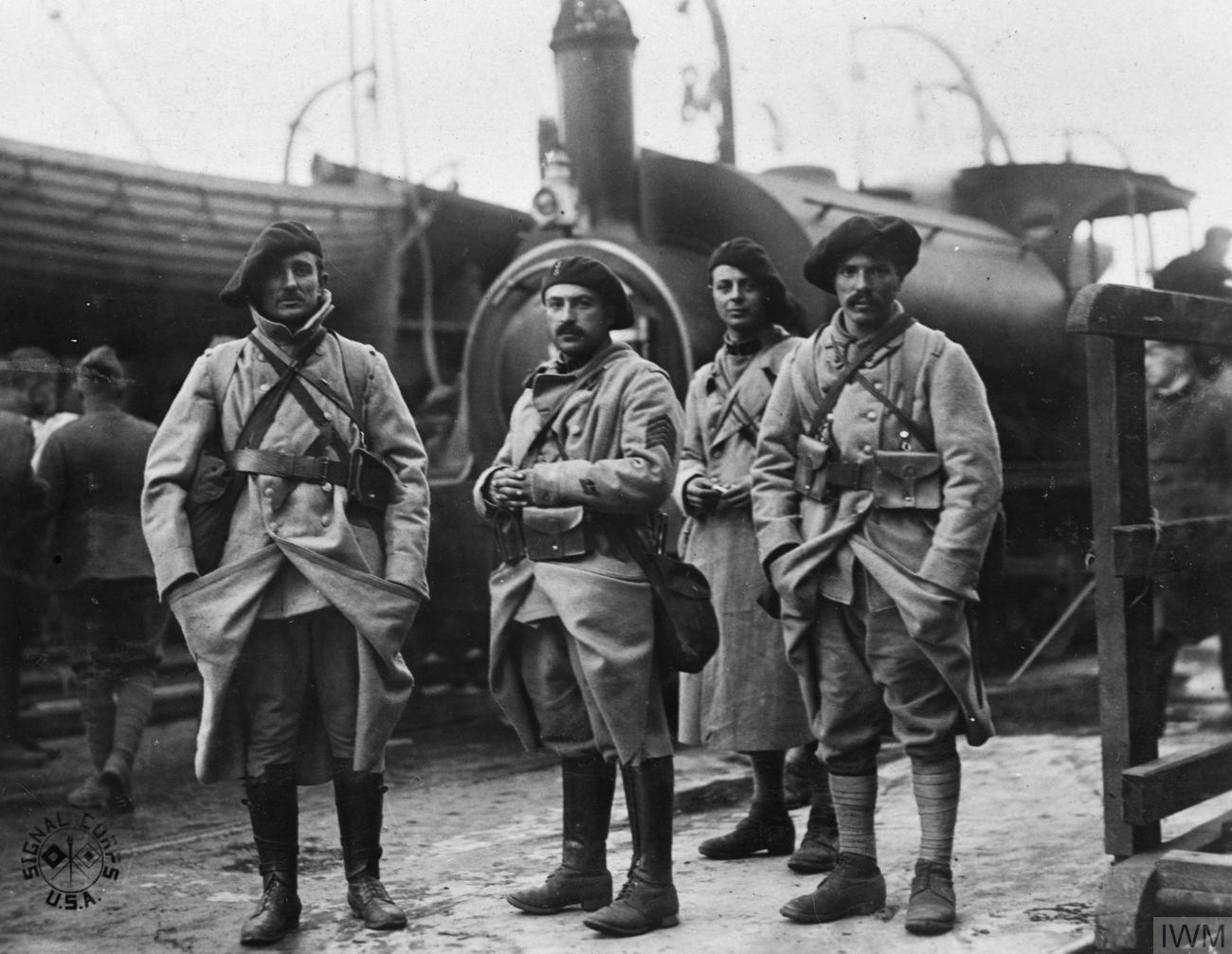
Chasseurs alpins 1918

Während der Kämpfe wurden die Jäger von den Deutschen wegen ihrer blauschwarzen Uniformen als „schwarze Teufel“ bezeichnet, während sie von den Franzosen selbst „Blaue Teufel“ (Diables bleus) genannt wurden. (Die blauen Uniformen wurden dann allerdings durch die blaugrauen Infanterie-Felduniformen ersetzt.)
Zu Beginn der Schlacht um Verdun verzögerten das 56e und das 59e bataillon des chasseurs à pied unter dem Befehl von Émile Driant den deutschen Vorstoß im Wald von Caures um fast zwei Tage.
Mehrere Bataillone wurden außerhalb von Frankreich eingesetzt, so das 58. Bataillon bei der Orientarmee (Armée française d’Orient), das 6. Bataillon auf Korfu und zwei weitere, das 46. und 47. Bataillon, im Herbst 1917 am Piave zur Unterstützung der Italiener.

### Garnisonen 1914
| - 1er: Senones - 2e: Lunéville - 3e: Saint-Dié - 4e: Saint-Nicolas-de-Port - 5e: Remiremont - 6e: Nizza - 7e: Draguignan - 8e: Étain - 9e: Longuyon - 10e: Saint-Dié - 11e: Annecy | - 12e: Embrun - 13e: Chambéry - 14e: Grenoble - 15e: Remiremont - 16e: Conflans Labry - 17e: Baccarat - 18e: Longuyon - 19e: Verdun - 20e: Baccarat - 21e: Raon-l’Étape - 22e: Albertville | - 23e: Grasse - 24e: Villefranche-sur-Mer - 25e: Saint-Mihiel - 26e: Pont-à-Mousson - 27e: Menton - 28e: Grenoble - 29e: Saint-Mihiel - 30e: Grenoble - 31e: Saint-Dié |

### Personal-Sollbestand der Jägerbataillone
- Kommandeur (frz. Kommandant) war ein Chef de Bataillon
- 30 Offiziere (32 bei den Alpenjägern)
- 1.700 Unteroffiziere und Mannschaften (1.500 bei den Alpenjägern)

Das BCP setzte sich zusammen aus
- 6 Kompanien zu je 250 Mann unter dem Kommando eines Capitaines

Die Kompanie war in vier Züge unterteilt.
Jeder Zug bestand aus zwei Halbzügen zu vier Korporalschaften zu je 15 Mann, kommandiert von einem „Caporal“.
- 1 Maschinengewehrzug mit zwei Maschinengewehren

Personelle Aufstellung
Die Kompanie hatte:
- an Offizieren:

1 Capitaine, 3 Lieutenants, 1 Sous-lieutenant oder Adjudant-chef
- an Feldwebeldienstgraden

1 Sergent-major, 1 Adjudant, 1 Sergent fourrier (Versorgungsfeldwebel), 8 Sergents
- Unteroffiziere und Mannschaften

1 Caporal fourrier (Versorgungsunteroffizier), 16 Korporäle, 2 Tambours (Trommler), 2 Clairons (Jagdhornbläser), 1 Sanitäter, 4 Träger, 1 Schneider, 1 Schuhmacher, 1 Radfahrer, 3 Fahrer und 210 Soldaten
In der „section hors-rang“ (es handelte sich um den Bataillons-Versorgungszug)
Feuerwerker (für die Munition zuständig)
Waffenmeister
Schreiber
Ordonnanzen
Nachschub-Unteroffiziere
Beschlagschmiede
Fleischer
Fahrer

### Auszeichnungen
Für ihren Einsatz während des Ersten Weltkrieges wurden die Jäger wie folgt ausgezeichnet:
242 lobende Erwähnungen im Armeebefehl
5 Fourragères der Légion d’honneur (das 6e, 8e, 16e, 27e und 30e bataillon)
24 Fourragères der Médaille militaire
41 Fourragères des Croix de guerre 1914–1918

### Verluste
Die Gesamtverluste der Jägertruppe lagen bei etwa 82.000 Gefallenen. Damit waren sie um etwa 10.000 höher, als mit etwa 72.000 Mann der Mobilisierungsstand gewesen war.

## Zwischenkriegszeit
Bei Kriegsende wurden die Reserve-, Territorial- und Marschbataillone aufgelöst. Die verbliebenen 31 aktiven Bataillone wurden bei der Rheinlandbesetzung eingesetzt, acht Bataillone wurden 1920 der Zweiten Polnischen Republik zur Verfügung gestellt, um die sowjetische Offensive im Polnisch-Sowjetischen Krieg zum Stehen zu bringen. Das 6e, 7e, 13e, 15e, 23e, 24e, 29e BCP und das 27e BCP kehrten 1924 nach Frankreich zurück. 1925 waren das 15e, 23e, 24e, 25e BCP und das 27e BCA in Marokko eingesetzt, das 7e BCP und das 13e BCA standen in Tunesien.
Mit einer erneuten Reduzierung des Heeres wurden die Jägerbataillone 1929 auf 21 verringert. Im Jahre 1937 wurden das 5e und das 17e bataillon zu „Bataillons de chasseurs portés“ (ausgestattet mit dem Infanterieschlepper Lorraine 37L und dem Halbkettenfahrzeug Unic P107) umgerüstet. Sie waren für die Infanterie der Zukunft in den Reserve-Kürassierdivisionen bestimmt.

## Zweiter Weltkrieg

### Garnisonen 1939

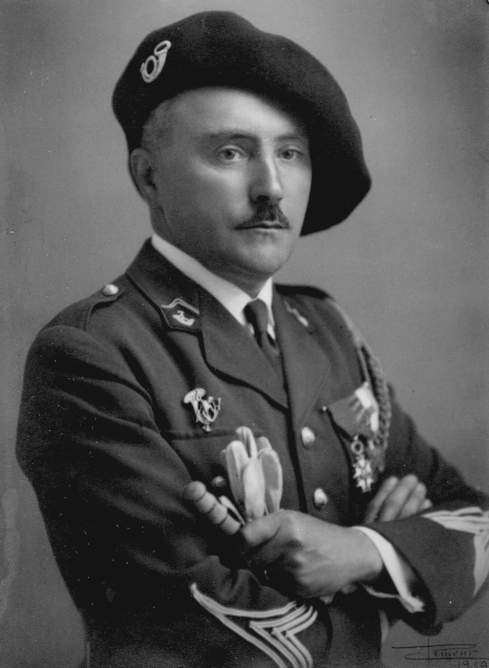
Commandant Soutiras als Kommandeur des 7. Bataillons 1939

| Chasseurs à pied - 1er: Strasbourg - 2e: Mulhouse - 4e: Colmar - 8e: Toul - 10e: Saverne, Monswiller - 16e: Toul - 29e: Gérardmer - 30e: Saint-Nicolas-de-Port - 31e: Mulhouse | Chasseurs alpins - 6e: Grenoble - 7e: Albertville - 9e: Antibes - 11e: Gap - 13e: Chambéry - 15e: Barcelonnette - 18e: Grasse - 20e: Antibes - 22e: Nizza - 24e: Villefranche-sur-Mer - 25e: Menton - 27e: Annecy | Chasseurs portés - 5e: Bruyères - 17e: Rambervillers |

### Die Jäger während des Konflikts
Bei der Mobilmachung wurden acht neue Bataillone aufgestellt, ebenso 15 Reservebataillone, außerdem das „199e bataillon de chasseurs de Haute Montagne“ (199. Hochgebirgs-Jägerbataillon) durch die Hochgebirgsschule in Chamonix und 10 Bataillone „Chasseurs pyrénéens“ (Pyrenäenjäger – Nr. 1 bis 10).
Im Februar 1940 wurden das 4e und das 16e BCP in „Bataillons de chasseurs portés“ umgewandelt. Im April wurden die Bataillone 5 und 27 in Norwegen eingesetzt und kämpften in der Schlacht um Narvik.
Nach dem Waffenstillstand von Compiègne verblieben im 100.000-Mann-Heer der Vichy-Regierung von den Jägern zu Fuß noch das 1er BCP in Belley, das 2e BCP in Jujurieux, das 8e BCP in Magnac-Laval, das 10e BCP in Neuville-sur-Ain, das 16e BCP in Limoges und das 30e BCP in Confolens. Von den Alpenjägern wurden das 6e BCA in Grenoble, das 13e BCA in Chambéry, das 20e BCA in Digne-les-Bains, das 24e und das 25e BCA in Hyères und das 27e BCA in Annecy weiterverwendet.
Zugehörig zu den Forces françaises libres, existierte ein kurzlebiges Jägerbataillon in England, das von den aus Narvik evakuierten französischen Soldaten errichtet wurde. Es gehörte 1941 zur „1re division française libre“ (1. Freifranzösische Division).
Als ebenfalls nur kurz bestehende Einheit wurde am 1. Juli 1941 im Camp de La Valbonne (Ain) das „33e bataillon de chasseurs à pied“ aufgestellt. Es war für den Einsatz in Syrien bestimmt und wurde bereits am 15. Juli wieder aufgelöst.
Alle Bataillone wurden nach der Besetzung Restfrankreichs durch Deutschland und Italien im November 1942 wie die gesamte sogenannte Waffenstillstandsarmee aufgelöst.
Die ehemaligen Berufssoldaten bildeten eine Anzahl der Einheiten des Maquis, so den „Maquis des Glières“ (das Plateau des Glières ist eine alpine Region im Département Haute-Savoie), hauptsächlich aus den ehemaligen Angehörigen des 27e BCA. Nach der Befreiung wurden eine Anzahl der Einheiten der FFI in etwa 20 Jägerbataillone gegliedert und bei der Bekämpfung der deutschen Stützpunkte an der Atlantikküste eingesetzt.

## Nachkriegszeit

### 1945 bis 1962
Nach Kriegsende bestanden in der französischen Armee 19 Jägerbataillone. Das 1er, 5e, 17e und 31e BCP waren in Frankreich stationiert, das 2e, 4e, 8e, 16e, 19e, 20e, 24e, 29e und 30e BCP gehörten zur Besatzungstruppe in Deutschland, während das 6e, 7e, 11e, 13e, 15e und 19e BCA zur 27. Gebirgsdivision gehörten, die in Österreich stationiert war.
Indochinakrieg
In diesem Krieg war lediglich eine Marschkompanie der Jägertruppe beteiligt. Sie wurde aus dem 6e, 1er, 13e BCP und dem 27e BCA am 1. Januar 1947 aufgestellt und von Capitaine Desserteaux kommandiert.
Allerdings bildete das 10e BCP 1947 in Marokko das „10e bataillon parachutiste de chasseurs à pied“ (10. Fallschirmbataillon der Jäger zu Fuß), das ab 1950 in Tonkin eingesetzt wurde. Dieses Bataillon wurde im August 1952 aufgelöst und als „3e bataillon de parachutistes vietnamiens“ (3. Vietnamesisches Fallschirmbataillon) in die neue Südvietnamesische Armee eingegliedert.
Algerienkrieg
Ganz anders nach dem Ausbruch des Algerienkrieges: jetzt wurden mehrere neue Jägereinheiten aufgestellt. Ihre Gesamtzahl erreichte vorübergehend 27 Bataillone. Von den drei Bataillonen, die im Centre d’instruction (Ausbildungszentrum) in Granville aufgestellt wurden, operierte das 28e BCP im Sektor von Sidi Aïch (vallée du Soummam), das 29e BCP war auf der Basis von El Kseur stationiert (dazu das Commando de chasse de PK 17) mit dem Operationsgebiet am Soummam und das 31e BCP in der Provinz Tiaret.
In Tunesien operierten das 12e, 14e und 25e BCP in der Region El Kef.

### Nach 1962
Nach dem Ende des Algerienkrieges wurden die Jäger wieder reduziert. Sie wurden nunmehr in zwei Gruppen aufgeteilt, die Chasseurs alpins und die Chasseurs portés. Letztere waren zunächst nur mit Schützenpanzern ausgerüstet und wurden durch die Aufstellung eigener Panzerjägerkompanien mit AMX-13 zu Chasseurs mécanisés. Auch behielten die Alpenjäger die Bezeichnung Bataillon, während die Jäger zu Fuß jetzt als „Groupe de chasseurs“ bezeichnet wurden.
Die Groupes de chasseurs mécanisés bestanden zunächst noch aus der 1er, 2e, 8e, 16e, 24e und 30e GC, die Alpenjäger noch aus dem 6e, 7e, 11e, 13e und 27e BCA. Dazu kamen die Reservebataillone 15e, 22e, 53e und 67e BCA sowie das 10e, 29e und 31e BCP, außerdem noch die 41e GC.
Nach der Aufhebung der Wehrpflicht kam es noch einmal zu einer drastischen Reduzierung der Truppenstärke. Alle Reservebataillone wurden aufgelöst. Da die Gebirgstruppe wichtiger erschien, blieben drei Bataillone bestehen, das 7e, 13e und 27e BCA, dazu das 24e BCA in Tübingen, das im Oktober 1993 zur Stammtruppe des „Centre d’instruction et d’entraînement au combat en montagne“ (Gebirgskampfausbildungszentrum – CIECM) in Barcelonnette wurde, mit diesem aber 2008 auch aufgelöst wurde.
Von den „Chasseurs à pied“ blieb nur das „16e bataillon“ übrig, das im Jahre 2010 aus Deutschland nach Frankreich zurückverlegt wurde und in Bitche stationiert ist.
Am 1. Juli 2016 wurde das 5e régiment de dragons, das bisher für den Betrieb des Kampftruppenausbildungszentrums „Centre d’entraînement au combat“ (CENTAC) verantwortlich war, abgezogen, wieder in die Reihen der Kampftruppen eingegliedert und durch die „1er groupe de chasseurs“ ersetzt. Das Zentrum trägt jetzt die Bezeichnung: „Centre d’entraînement au combat, le 1er bataillon de chasseurs“ (CENTAC/1er BC)". Da es sich um eine Schule handelt, tragen alle Angehörigen die Uniform ihrer Einheit und nur dann die blaue Jägeruniform, wenn sie von der Jägertruppe abgestellt sind.

## Traditionspflege

### Fahne des Korps

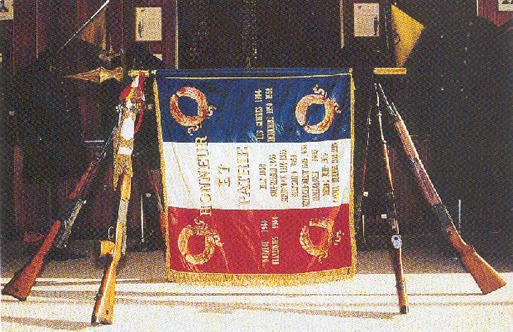
Drapeau des Chasseurs in der Aufbewahrung in Vincennes

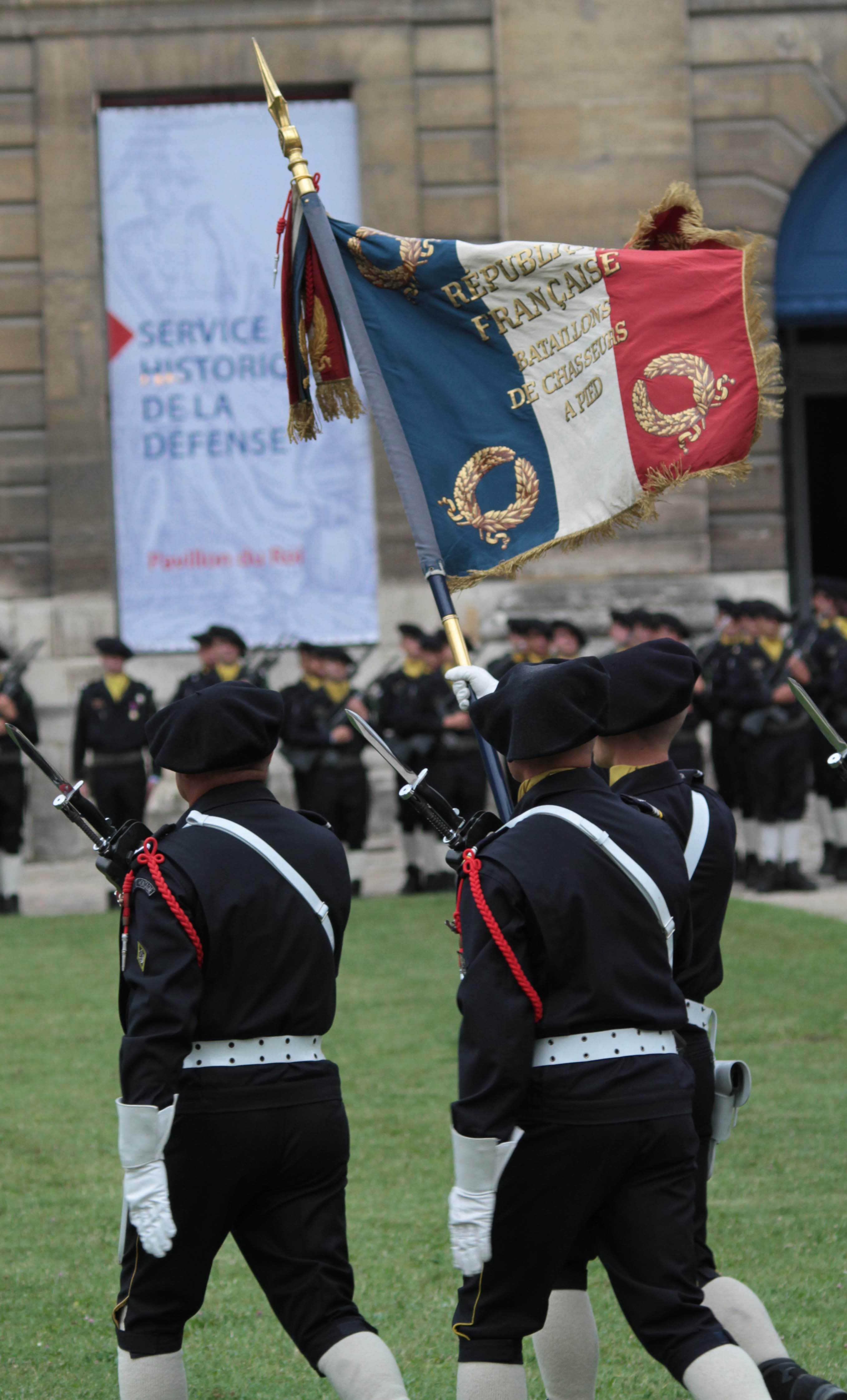
Drapeau des Chasseurs in Vincennes am 17. September 2011

Die Jäger sind in Bataillonen oder Gruppen organisiert, die keinem Regimentsverband angehören. Die Jäger führen nur eine Fahne im Stil der Regimentsfahnen, jedoch ohne Nummern in den Lorbeerkränzen der vier Ecken. Die erste Fahne wurde am 4. Mai 1841 durch König Louis-Philippe dem 2. Bataillon überreicht. Auf dieser Fahne wurden konsequenterweise die ehrenvollen Taten aller Bataillone verewigt.
Der Schaft wird von einer Spitze gekrönt, die auf einer Hülse befestigt ist. Darauf eingraviert: R.F. und Chasseurs à pied.
Inschriften auf dem Fahnenblatt
- Vorderseite: „République Française – Bataillons de Chasseurs à pied“
- Rückseite: „Honneur et Patrie“. In den vier Ecken je ein Lorbeerkranz.

Inschriften auf dem roten Feld
Blaregnie 1940
Norvège 1940
Inschriften auf dem blauen Feld
Isly 1844
Sidi-Brahim 1845
Sébastopol 1854–1855
Solférino 1859
Extrême-Orient 1885–1888
Madagascar 1895
Maroc 1912–1914
Grande Guerre 1914–1918
Inschriften auf dem blauen Feld
Les Glières 1944
Indochine 1950–1952
AFN (1952–1962)

### Die Fanions

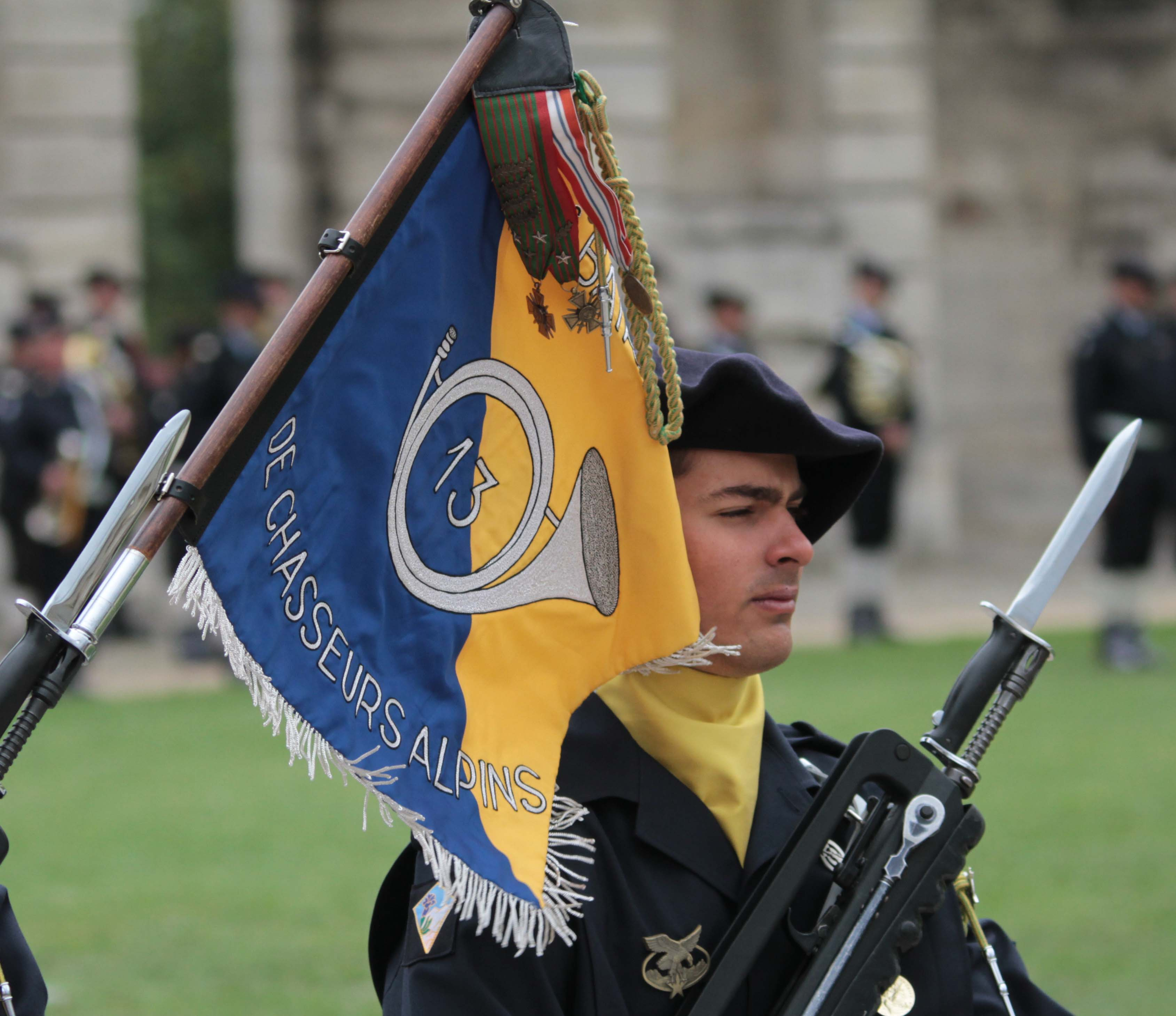
Fanion des 13^{e} BCA

Da es für alle Bataillone nur eine Fahne gab, wurde zwischen den einzelnen Bataillonen durch die sogenannten Fanions unterschieden. Sie waren ursprünglich grün und gelb und sind heute blau und gelb. Sie haben eine Abmessung von 50 × 50 Zentimetern und unterscheiden sich nur durch die Bataillonsnummer und die daran befestigten Auszeichnungen. Der Fahnenstock wird in den Gewehrlauf des Fahnenträgers (drapeau porté) eingesteckt. An der Spitze des Fahnenstocks befindet sich ein Jägerhorn aus versilbertem Metall als Fahnenspitze. Einige Bataillone führten in der Öffnung des Horns spezielle Abzeichen, so das 1. Bataillon einen Hahn, das 8. Bataillon einen Marabout, das 24. Bataillon den kaiserlichen Adler, das 30. Bataillon eine Gämse. Bereits seit mehreren Jahren werden auf dem Fanion nicht mehr die Namen der Schlachten angebracht, an denen das Bataillon ruhmreich teilgenommen hat.
Die „24e groupe de chasseurs“ verwahrte das grün-gelbe Original der Chasseurs de la Garde impériale und bewahrte auch dessen Tradition.

### Die Uniform (La Tenue)

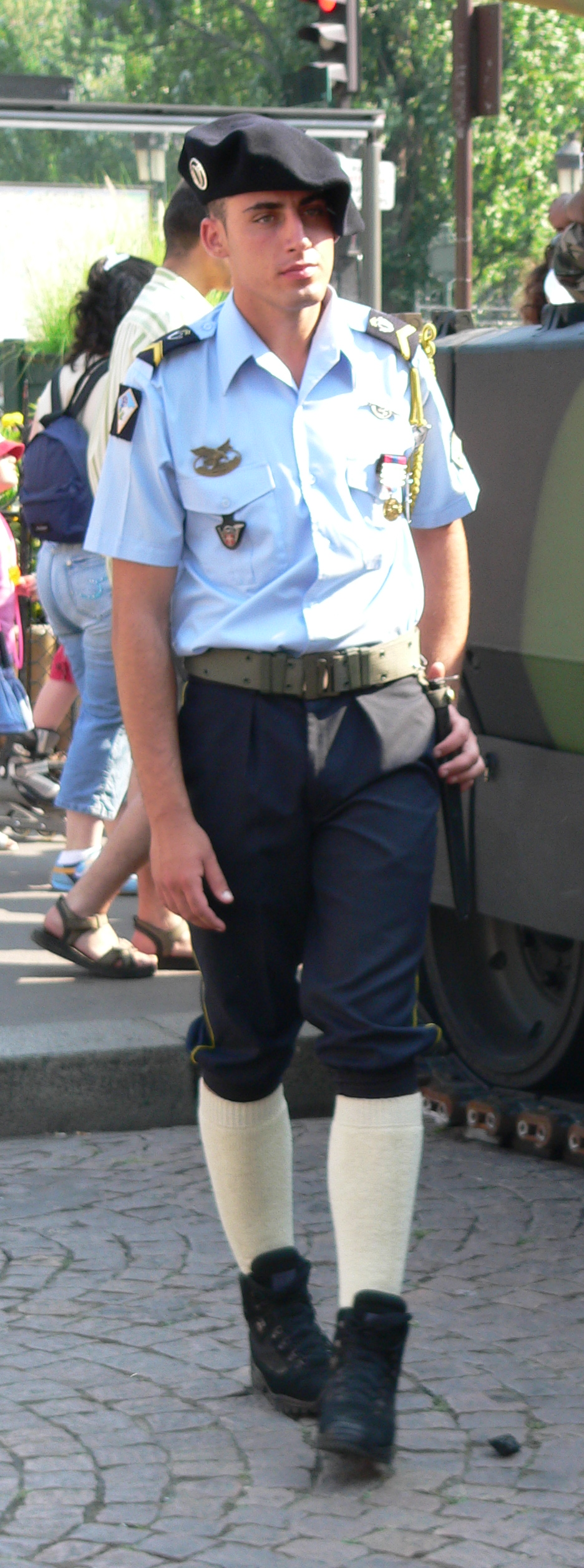
„Tenue Solférino“ der Chasseurs alpins

Die Jäger tragen eine blaue Uniform, an der das jeweilige Verbandsabzeichen angebracht ist. Dabei handelt es sich um ein silberfarbenes Jagdhorn (Cor de chasse), in dessen Öffnung das spezifische Abzeichen des Bataillons eingefügt ist. Die Uniform („Tenue Solférino“) unterscheidet sich grundsätzlich von der khakifarbigen (genannt „Terre de France“) des übrigen Heeres.
Die Weste ist gelb, ebenso die Paspel an der Hose. Das Képi ist dunkelblau mit gelber Verschnürung für die Mannschaft, silbern für die Offiziere, den Major und den Adjudant-chef, in Gold für die Adjudants und die Offiziersanwärter. (Bei den Jägern stehen silberfarbene Rangabzeichen über den goldfarbenen.) Je nach Anlass werden grüne Epauletten mit gelben Halbmonden angelegt. Die „Chasseurs portés“ trugen ein dunkelblaues Barett wie die übrige Truppe, das verbliebene Bataillon der „Chasseurs mécanisés“ trägt ein schwarzes Barett.
Bei den Alpenjägern wird zur Parade oder zu besonderen Anlässen eine eigene Uniform getragen. Sie besteht aus einem Blouson mit Kniebundhose, weißen Kniestrümpfen aus Wolle und Skischuhen. Dazu kommt das übergroße Barett (tarte). Eine weitere Möglichkeit ist das Auftreten im Schneeanzug. In diesem Fall erscheinen die Jäger mit den vorher beschriebenen Kleidungsstücken, jedoch ganz in Weiß.
Die „5e chasseurs à pied aéroporté“ und die „10e chasseurs à pied parachutistes“ trugen ein dunkelblaues Barett mit, zusätzlich zu ihrem individuellen Abzeichen, einem halben Flügel im Jagdhorn.

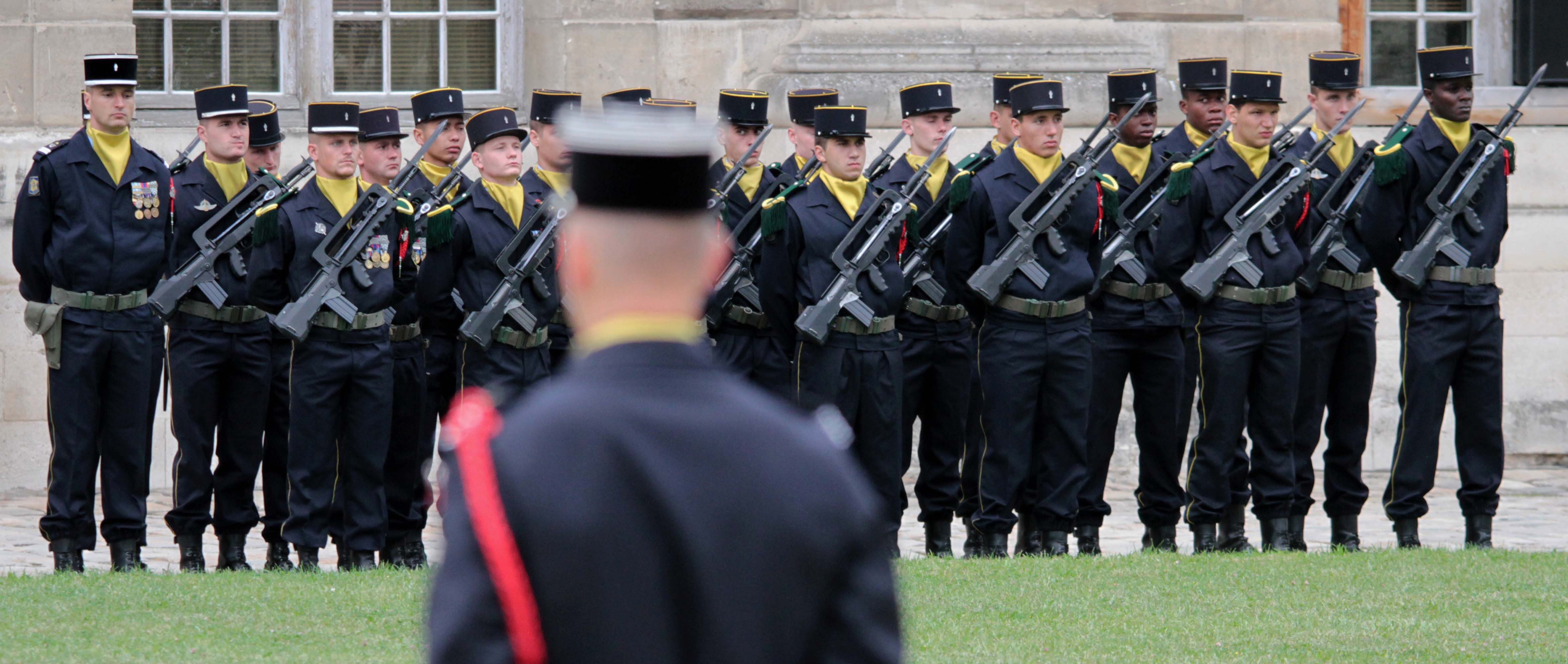
„Tenue Solférino“ der Chasseurs à pied

### Schlachtruf

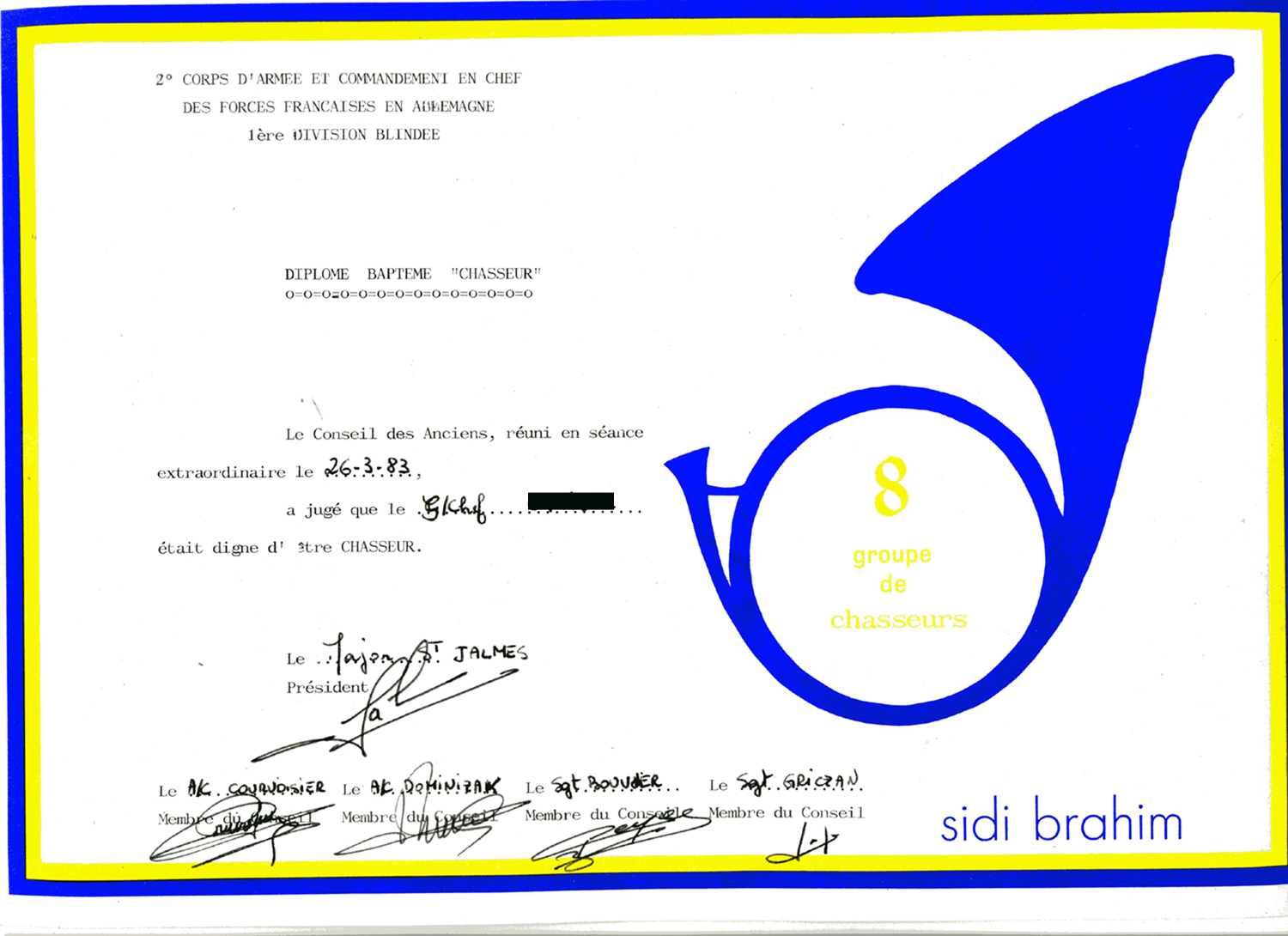
Urkunde über die erfolgte „Jägertaufe“ bei der 8^{e} groupe de chasseurs in Wittlich

Jedes Bataillon hat seinen eigenen Schlachtruf, „Refrain“ genannt. Sie waren nicht nur im Text, sondern auch in der Melodie unterschiedlich. Im Kampf war der „Refrain“, geblasen von den Clairons, bei fehlender Kommunikation das einzige Verbindungsmittel. Die Führung konnte so feststellen, wo die einzelnen Jägerbataillone standen. Jeder Neuling der Jägertruppe muss alle 32 Refrains (31 der im Jahre 1913 aktiven Bataillone und des nur zeitweilig existierenden 40. Bataillons) auswendig aufsagen können, bevor er die Jägertaufe (baptême chasseur) erhält und endgültig in die Truppe aufgenommen wird. Bei dieser Taufe muss der Aspirant einen gehäuften Esslöffel Salz mit einigen kräftigen Schlucken aus einer Champagnerflasche hinunterspülen und sich danach in voller Montur durch die Öffnung eines Jagdhorns zwängen. Bei Aspiranten, die ehrenhalber in die Jägertruppe aufgenommen werden, entfällt dann allerdings das Aufsagen der 32 „Refrains“.
Die Tradition will, dass vor jedem Morgenappell der Reihe nach der Refrain eines jeden Bataillons ausgerufen wird.
| - 1er bataillon: Si l’septième de ligne a des couill’s au cul, Le Premier Chasseur les lui a foutues ! - 2e bataillon: Le Commandant a mal aux dents, mes enfants! Le Commandant a mal aux dents, mes enfants ! - 3e bataillon: V’la l’3ème, v’la l’3ème qui rapplique au galop, V’la l’3ème, v’la l’3ème qui rapplique sac au dos ! - 4e bataillon: Quatrième bataillon, Commandant Clinchant, Toujours en avant ! - 5e bataillon: Cinquième bataillon, ventre à terre, Commandé par Certain Canrobert, en avant ! - 6e bataillon: Le Sixième est là ! Il est un peu là ! - 7e bataillon: Bataillon, bataillon, bataillon: de fer ! Bataillon, bataillon, bataillon d’acier ! - 8e bataillon: T’as beau courir, tu n’me rattrap’ras pas ! T’as beau courir, tu n’me rattrap’ras pas ! - 9e bataillon: Marie, j’ai vu ton cul tout nu ! Cochon, pourquoi l’regardes-tu ? - 10e bataillon: Dixième Bataillon, Commandant Mac Mahon, N’a pas peur du canon nom de nom ! - 11e bataillon: Onzième Bataillon de Chasseurs Alpins, Onzième bataillon d’lapins ! - 12e bataillon: Ah c’qu’il est beau, c’qu’il est beau l’douzième, Ah c’qu’il est beau, c’qu’il est con c’con là ! - 13e bataillon: Sans pain, sans fricot, Au treizième on n’boit que de l’eau ! - 14e bataillon: La peau d’mes roulettes pour une casquette, La peau de mes rouleaux pour un shako ! - 15e bataillon: Je fum’rais bien un’pipe, Mais je n’ai pas d’tabac - 16e bataillon: Seizième Bataillon de Chasseurs à pied, Seizième Bataillon d’acier ! | - 17e bataillon: Cré nom d’un chien, nous voilà bien partis ! Cré nom d’un chien, nous voilà bien ! - 18e bataillon: Encore un Biffin d’enfilé, rompez ! Encore un Biffin d’enfilé ! - 19e bataillon: Trou du cul, trou du cul plein d’poils sales, Trou du cul, trou du cul poilu ! - 20e bataillon: Vingtième Bataillon, Commandant Cambriels, Les Chasseurs aux pieds ont des ailes ! - 21e bataillon: En voulez vous des kilomètres, en voilà ! En voulez vous des kilomètres, en voilà ! - 22e bataillon: Encore un Biffin, d’tombé dans la merde, Encore un Biffin d’emmerdé ! - 23e bataillon: V’la l’vingt-troizième, nom de Dieu ! Ça va barder !! - 24e bataillon: Tout au long du bois j’ai baisé Jeannette, Tout le long du bois j’l’ai baisée trois fois ! - 25e bataillon: Pas plus con qu’un autre, nom de Dieu ! Mais toujours autant ! (oder „content“) - 26e bataillon: Tu m’emmerdes et tu m’fais chier, Tu m’dis ça, c’est pour blaguer ! - 27e bataillon: Si vous avez des couilles, Il faudra le montrer ! - 28e bataillon: Saute Putten, t’auras d’la saucisse ! Saute Putten, t’auras du boudin ! - 29e bataillon: C'est le Vingt neuvième qui n’a pas de pain, Qui crève de faim, qui march’ quand même ! - 30e bataillon: Il était un p’tit homme, Tout habillé de bleu, nom de Dieu ! (oder „sacrebleu“) - 31e bataillon: Trente et unième, l’dernier v’nu, Pas l’plus mal foutu ! - 40e bataillon: Trou du cul… de la reine des Hovas |

Die Reservebataillone, die Territorialbataillone und die Marschbataillone hatten ihre eigenen Schlachtrufe so z. B.:
- 32e bataillon (Marschbataillon): Si j’avais du pinard, j’en boirais bien une goutte! Si j’avais du pinard j’en boirais bien un quart!
- 53e bataillon (Reservebataillon des 13e BCA): Sans fricot, sans pain, au 53 on n’boit qu’du vin!
- 87e bataillon (Territorialbataillon): Le commandant a dit mes enfants vous êt’ de sacrés lurons!

Der Refrain lautete: Les chasseurs en avant, l’artillerie au milieu, les bifins, les bifins en arrière. Les chasseurs en avant, l’artillerie au milieu, les bifins, les bifins à la queue.
(Die Jäger nach vorn, die Artillerie in die Mitte und die Infanterie, die Infanterie in die Nachhut. Die Jäger nach vorn, die Artillerie in die Mitte und die Infanterie, die Infanterie an den Schwanz.)

### Spezielles Vokabular
Die Jäger verwendeten einige Begriffe, die im Rest der französischen Armee nicht vorkommen:
- „la fanfare“ statt „musique du bataillon“
- „caisse claire“ statt „le tambour“ (Trommler)
- „le quartier“ statt „la caserne“
- „la tenue“ statt „l’uniforme“
- „le manteau“ statt „la capote“ (was die offizielle Bezeichnung für den Kapuzenmantel war)
- „jonquille“ (Osterglocke) statt „jaune“ (gelb)
- bleu-cerise (blau-Kirsche) statt rouge (rot), ausgenommen es betraf das Rot der Fahne, der Fourragère oder die Lippen einer Dame
- „la fanfare ne joue pas mais sonne“ (die Musik spielt nicht, sie bläst)
- „la tarte“ statt „le béret“ (bei den Alpenjägern)
- Der Parademarsch beträgt 140 Schritte in der Minute anstatt der 114 Schritte der Infanterie.

## Bekannte Angehörige der Jägertruppe
- Jean Amadou im 29e BCP
- Luc Besson, Chasseur im 13e BCA
- Jean-Marie Bockel
- Émile Driant, Kommandant des 1er BCP, gefallen 1916 während der Schlacht um Verdun im Caureswald an der Spitze des 56e und 59e BCP
- Jacques Faure, Kommandant der „27e brigade d’infanterie de montagne“ während des Algerienkrieges
- Bernard Fresson im 199e bataillon de Haute montagne (Hochgebirgsbataillon)
- Roger Frison-Roche im 199e bataillon de Haute montagne
- Charles de Gaulle, Kommandant des 19e BCP von 1927 bis 1929
- Maurice Gamelin, Capitaine im 15e BCP, Kommandant des 11e BCP (1911–1914)
- Pierre Kœnig, Aspirant im 15e BCA und Lieutenant im 3e BCP
- Monseigneur Lustiger, Aspirant im 29e GC
- Patrice de Mac-Mahon, Kommandant des 10e BCP
- Jean-Marie Messier, Aspirant im 24e GC
- Philippe Pétain, Lieutenant im 24e BCA und Capitaine im 3e BCP
- Raymond Poincaré, Capitaine de réserve im 30e BCP
- Prince Rainier III de Monaco, Sergent ehrenhalber im 22e BCA
- Tino Rossi, Chasseur im 22e BCA
- Henri Salvador, Chasseur im 10e BCP
- François d’Orléans, Fils de France, duc d’Orléans, als Sous-Lieutenant 1960 in Algerien gefallen

## Sonstiges
Die beiden bestehenden Jägerregimenter 1er régiment de chasseurs und 4e régiment de chasseurs sind Einheiten der Jäger zu Pferde (Chasseurs à cheval) und zählen zur Kavallerie.